# Рудольф Епп
Рудольф Епп (нім. Rudolf Epp; 30 липня 1834 — 8 серпня 1910, Мюнхен) — німецький художник, представник мюнхенської школи образотворчого мистецтва.

## Біографія
Народився 30 липня 1834 року в місті Ебербах у родині майстра-декоратора.
Почавши малювати в юнацькі роки, тривалий час залишався самоучкою. Згодом його викладачем став художник-пейзажист Карл Людвіг Зегер. Пізніше Епп навчався в Художній школі Карлсруе у Йогана Вільгельма Ширмера і в Школі мистецтв у Дюссельдорфі. Завдяки високій художній обдарованості був звільнений Великим герцогом Баденським Фрідріхом I від військової служби. Отримавши від герцога стипендію на навчання, Р. Епп подорожує по Шварцвальду. У 1859 році проводить багато часу на пейзажних етюдах в районі Фрайбурга і Ландштуль.
У 1863 році художник переїжджає в Мюнхен. Тут Епп спочатку підпадає під творчий вплив Карла Теодора фон Пілоті. Заслуживши в Мюнхені широку популярність як живописець, Епп писав картини до глибокої старості. Художня спадщина майстра представлена, в першу чергу, творами жанрового та пейзажного живопису.
Помер 8 серпня 1910 року в Мюнхені.

## Родина
У 1862 році Рудольф Епп одружується з Катаріною Стейпл. 16 жовтня 1868 року у подружжя народився син Франц Епп (згодом — Франц Ріттер фон Епп). Пізніше народилися дві доньки: Хелена (1870) та Августа-Анна (1871).

## Галерея

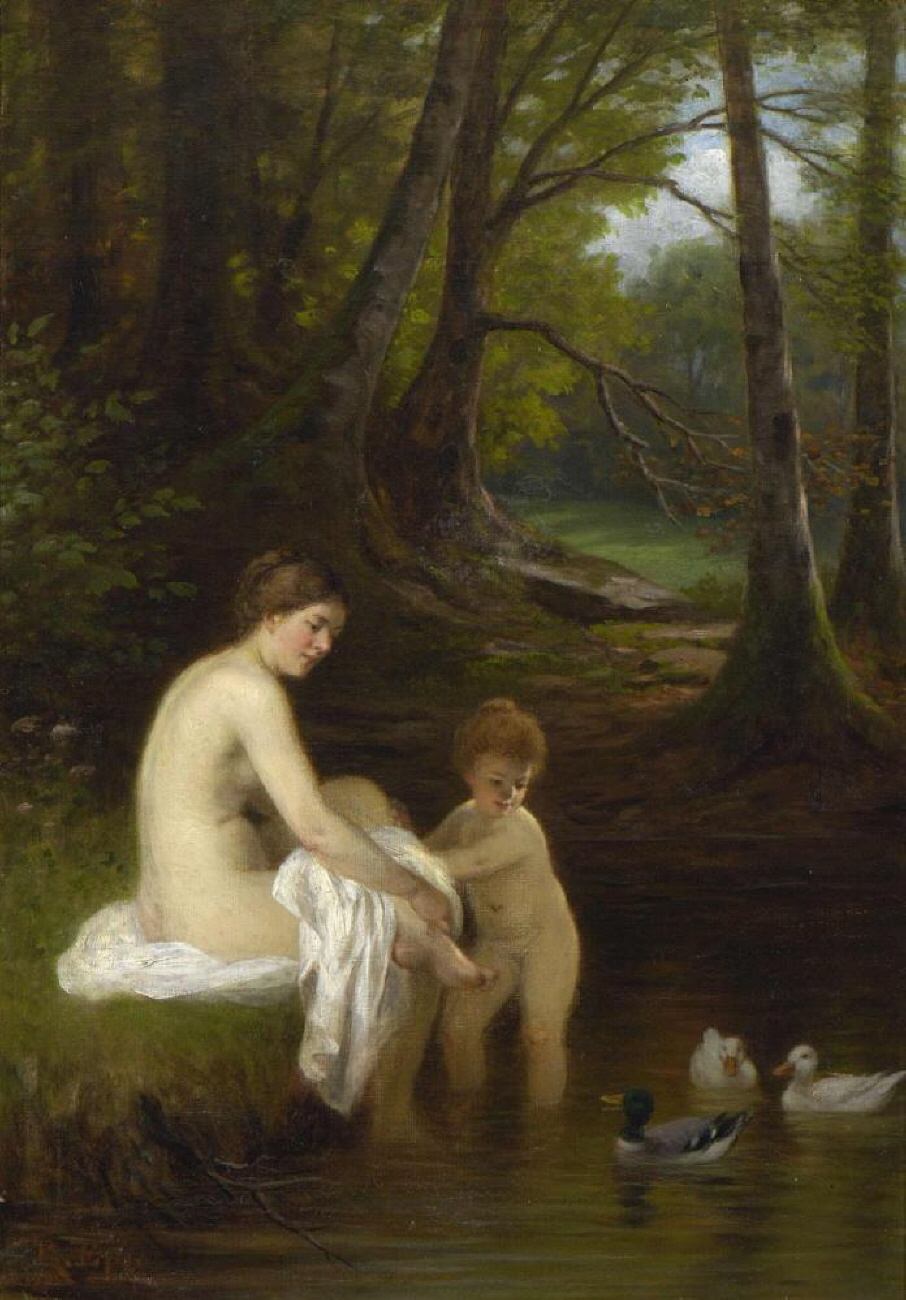
Купальниця
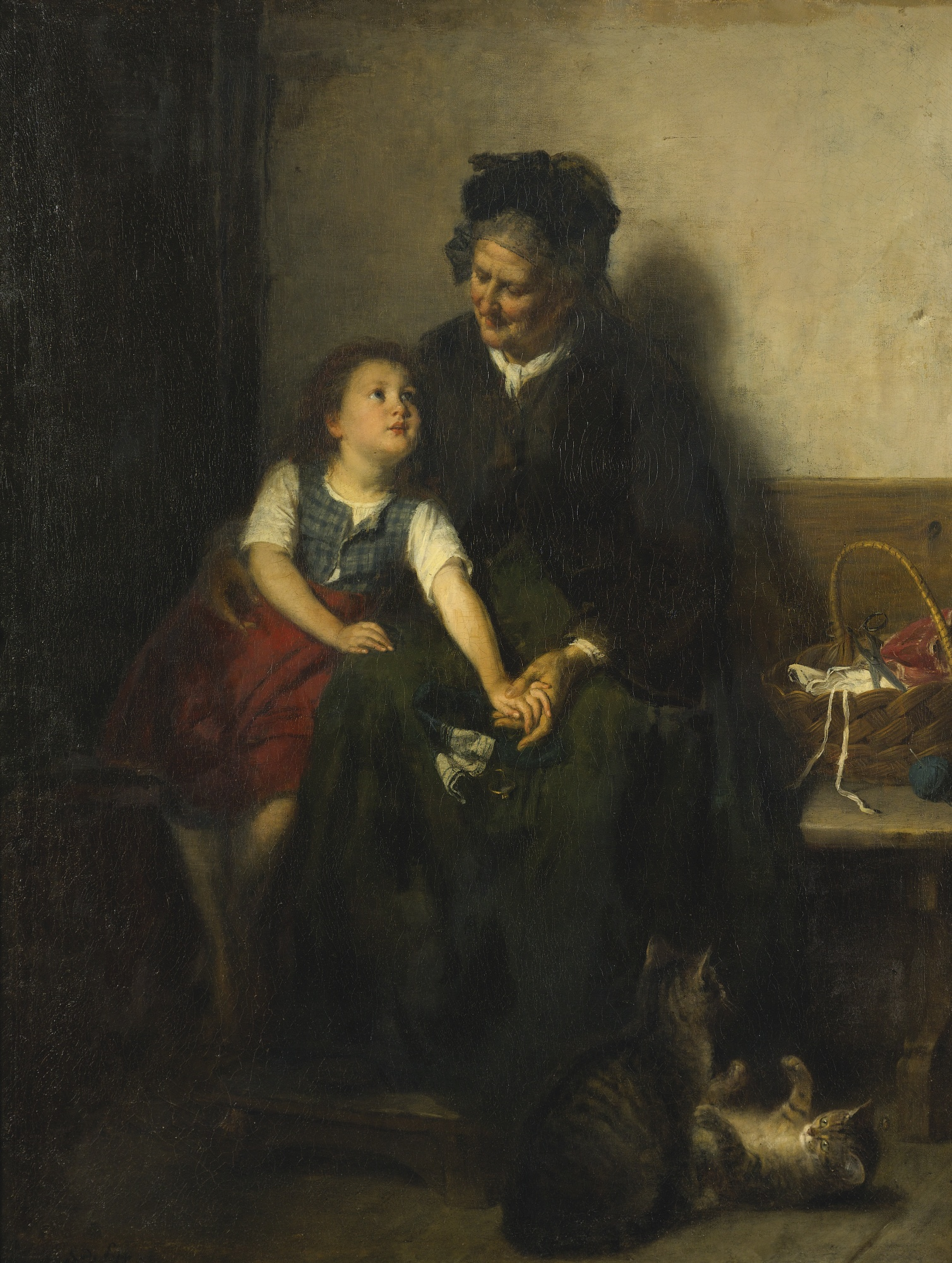
У бабусі та її кота
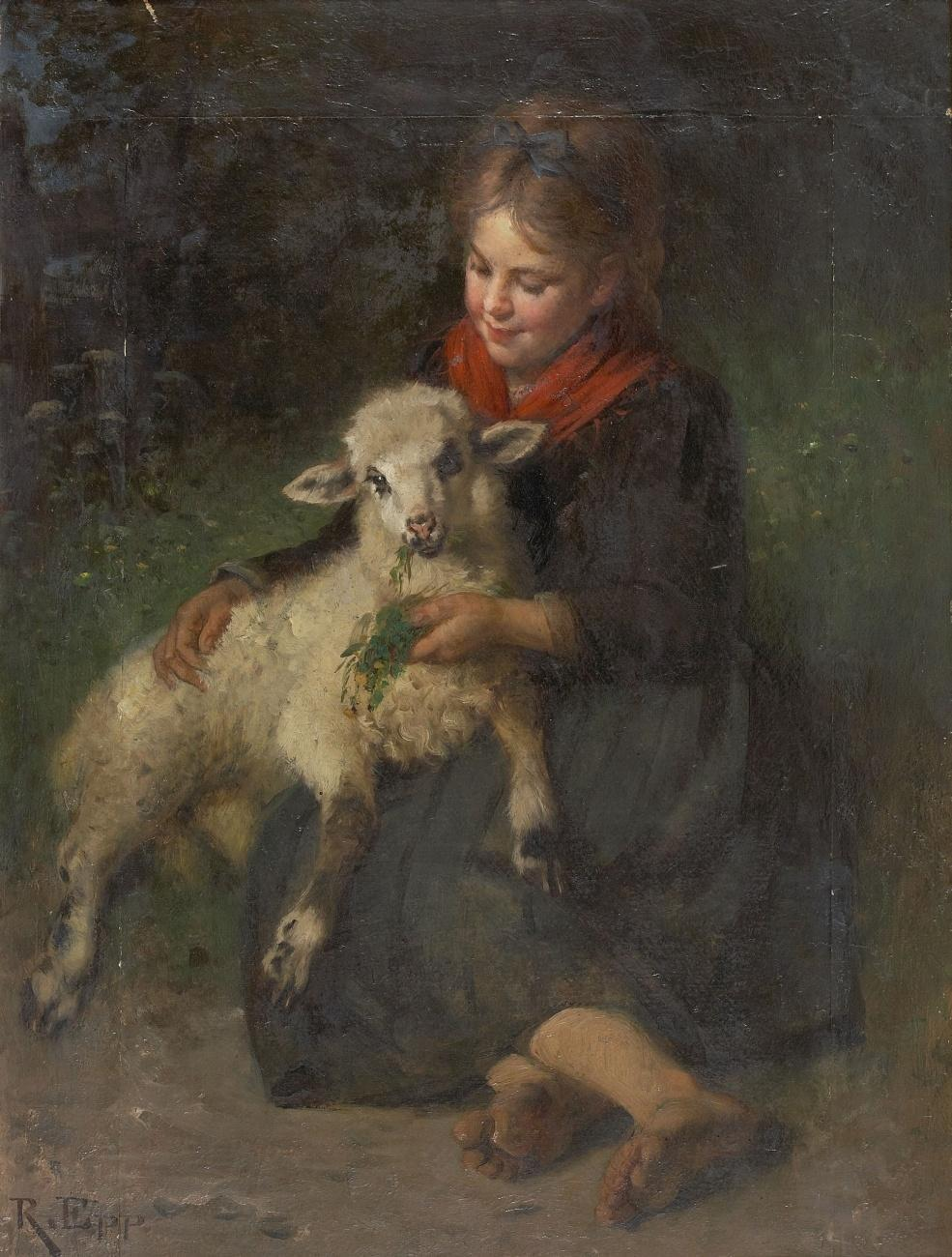
Дівчина з вівцею
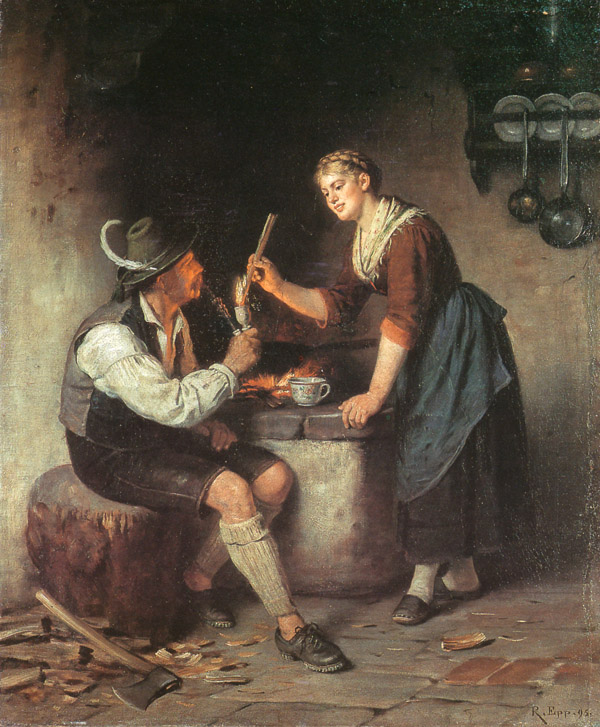
Біля плити
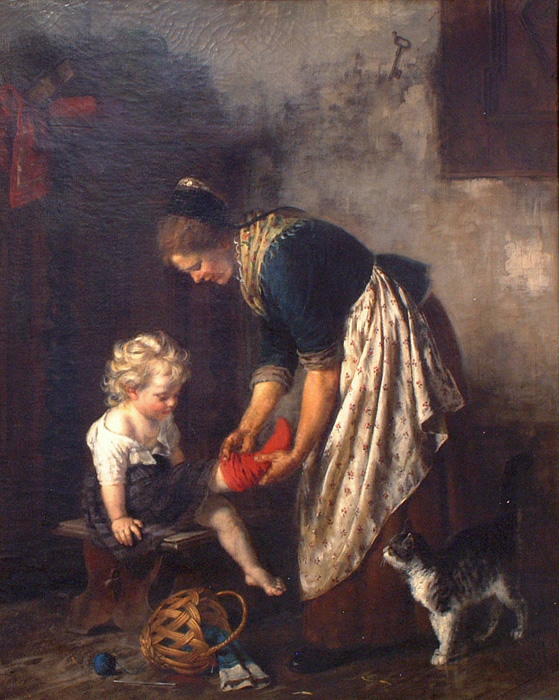
Мати, що одягає дитину
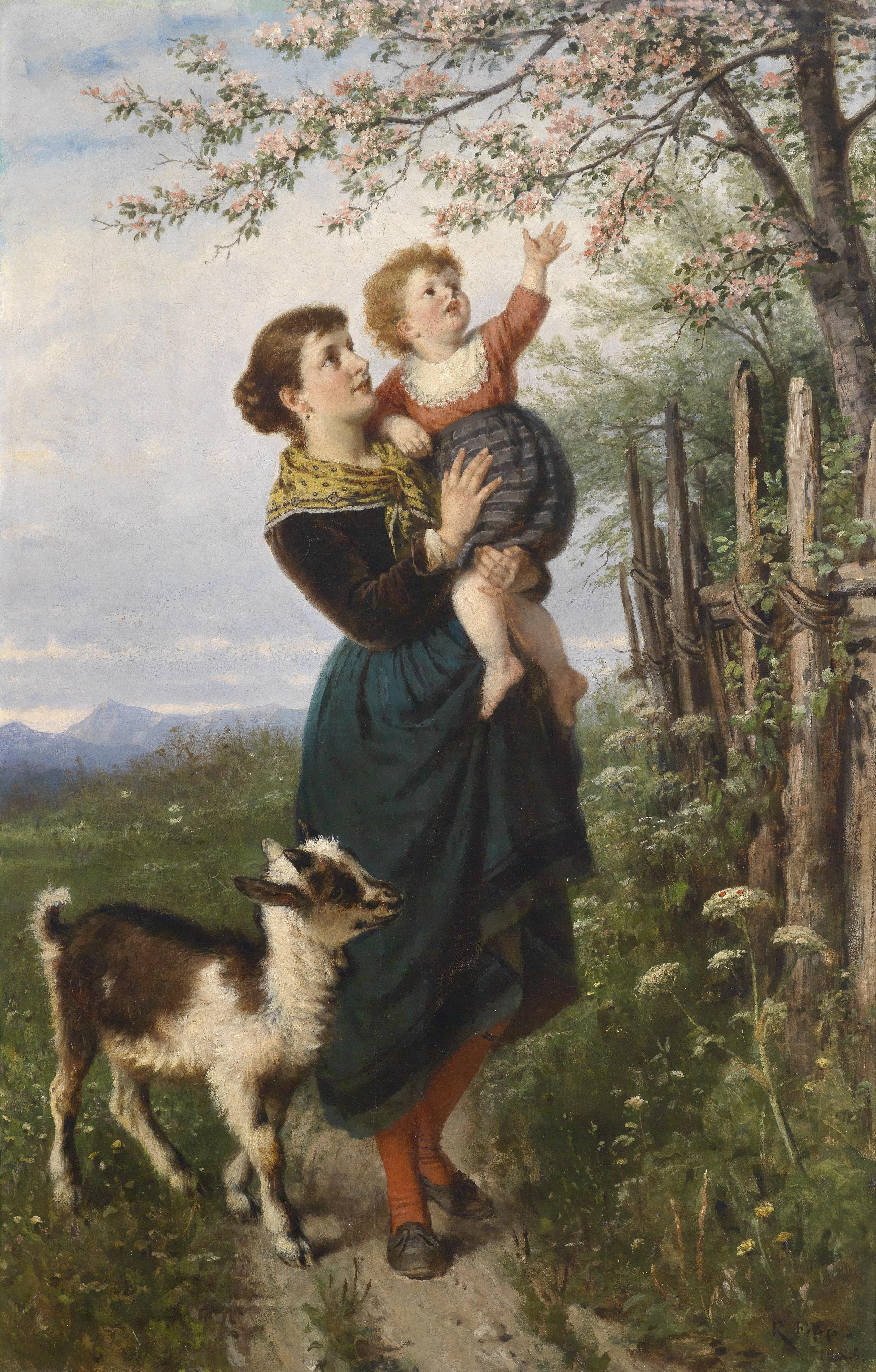
Вишні
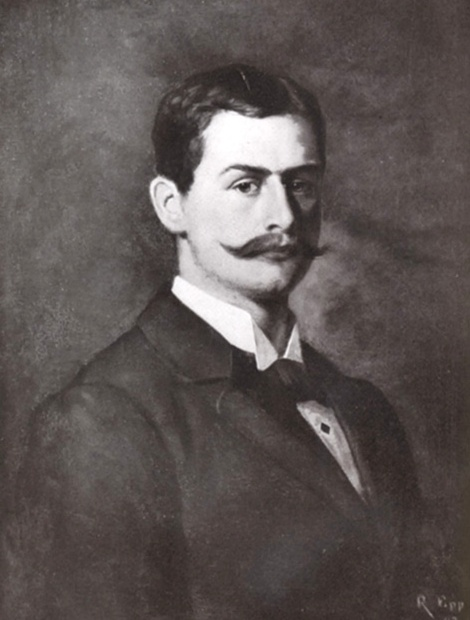
Портрет Франца Еппа (1893)